# François Migault
François Migault (n. 4 decembrie 1944, Le Mans, Franța – d. 29 ianuarie 2012, Parigné-l'Évêque, Pays de la Loire, Franța) a fost un pilot de Formula 1. De-a lungul carierei a luat startul în 13 curse, niciuna din pole-position. Nu a câștigat nicio cursă și nu a terminat niciodată pe podium, acumulând 0 puncte în întreaga activitate ca pilot de Formula 1.